# Alfredo Savini
Pour les articles homonymes, voir Savini.
Alfredo Savini, né le 3 avril 1868 à Bologne et mort le 28 octobre 1924 à Vérone, est un peintre italien.

## Biographie
Alfredo Savini, né le 3 avril 1868 à Bologne, est le fils et l'élève d'Alfonso Savini.
Il fréquente l'Académie des beaux-arts de Bologne.
En 1900, il est nommé, par concours, directeur de l'Accademia di belle arti Gian Bettino Cignaroli (it) de Vérone, succédant à Mosè Bianchi, poste qu'il occupe jusqu'à sa mort.
Il a le mérite d'avoir renouvelé les méthodes d'enseignement de l'Accademia Cignaroli, avec la création de l'"école de plein air", pour mettre les élèves en contact direct avec la nature.
Ettore Beraldini, Antonio Nardi, Guido Trentini, Giuseppe Zancolli, Alessandro Zenatello (en) et Angelo Zamboni sont ses élèves.
La peinture d'Alfredo Savini, inspirée par l'environnement qui l'entoure, mais sans effets folkloriques et très attentive à l'harmonie des couleurs, est placée dans le courant historique et artistique italien vérisme.
Avant la Première Guerre mondiale, il est présent à la Biennale de Venise en 1905 avec le tableau Pescatori a Garda (Accompagnando le reti).
À la fin de la Première Guerre mondiale, il est actif dans le développement culturel et artistique de la ville de Vérone, en collaborant à la réalisation des expositions tenues dans le bâtiment du Musée Civique, comme l'exposition Art Pro Assistance Civic 1918, dont il participe avec certaines de ses œuvres, et l'exposition des beaux-arts Cispadana artistes soldats et les artistes des soldats et licencié en 1919.
En 1925, il reçoit sa première chambre à la XXXIXe Exposition nationale d'art de la Société des Beaux-Arts de Vérone.
Il meurt le 28 octobre 1924 à Vérone.
En 1974, une exposition commémorative lui est consacrée à Bologne, dans le complexe monumental de Baraccano.
Ses œuvres se trouvent à :
- Galerie d'Art moderne de Bologne (it) : Auxilium ex Alto 1896[3], Enfant avec mouton 1897, Ma fille 1908.
- Galerie d'art moderne Palazzo Forti di Verona : Ritratto di signora in nero (Portrait d'une dame en noir)[4], Ritratto della figlia sul colle 1915.
- Vérone, Fondation Domus Cariverona : Pescatori a Garda.
- Collectionneurs privés.